# نیسا جانسون
نیسا جانسون (انگلیسی: Niesa Johnson؛ زادهٔ ۷ فوریهٔ ۱۹۷۳) بازیکن بسکتبال اهل ایالات متحده آمریکا است.